# شورای عالی قوه‌قضائیه
شورای عالی قوه‌قضائیه، متشکل از معاونت‌ها، سازمان‌ها و برخی از مراکز تحت مدیریت قوه قضائیه ایران است که بر اساس اصل ۱۵۶ قانون اساسی که وظایف رئیس قوه قضائیه را شرح می‌دهد، تشکیل شدند. بر این اساس هر کدام از این وظایف در قالب یکی از معاونت‌ها و رؤسای مراکز این قوه شکل گرفت که همگی به صورت هفتگی تحت عنوان شورای عالی قوه‌قضائیه برای هماهنگی بیشتر و صدور دستورهای لازم تشکیل جلسه می‌دهندمهم.

## معاونان فعلی قوه قضائیه
- معاون اول قوه قضائیه: حمزه خلیلی
- معاون قوه قضائیه و رئیس سازمان ثبت اسناد و املاک کشور: حسن بابایی[۳]
- معاون حقوقی و امور مجلس قوه‌ قضائیه: سید بهزاد پورسید[۴]
- معاون قضائی قوه قضائیه: علی مظفری[۵]
- معاون امور بین‌الملل و حقوق بشر قوه‌ قضائیه: ناصر سراج[۶]
- معاون منابع انسانی و امور فرهنگی قوه قضائیه: حمیدرضا موحدی[۷]
- معاون اجتماعی و پیشگیری از وقوع جرم قوه‌ قضائیه: علی‌اصغر جهانگیر[۸]
- معاون راهبردی قوه‌ قضائیه: سید محمد صاحبکار  خراسانی[۹]
- معاون مالی، پشتیبانی و عمرانی قوه قضائیه: ابراهیم شاهرخیان[۱۰]
- معاون آمار و فناوری اطلاعات قوه‌ قضائیه: محمد کاظمی‌فرد

## سایر مسئولان قوه قضائیه
- دادستان کل کشور: محمد موحدی آزاد[۱۱]
- رئیس دیوان عالی کشور: محمدجعفر منتظری[۱۲]
- رئیس دیوان عدالت اداری: احمدرضا عابدی[۱۳]
- رئیس سازمان بازرسی کل کشور: ذبیح‌الله خدائیان[۱۴]
- رئیس سازمان زندان‌ها و اقدامات تأمینی و تربیتی کشور: غلامعلی محمدی[۱۵]
- رئیس سازمان پزشکی قانونی: عباس مسجدی آرانی
- رئیس سازمان قضایی نیروهای مسلح: احمدرضا پورخاقان[۱۶]
- رئیس مرکز حفاظت و اطلاعات قوه‌ قضائیه: علی عبداللهی[۱۷]
- رئیس مرکز توسعه حل اختلاف کشور: هادی صادقی[۱۸]
- رئیس دادگاه عالی انتظامی قضات: صادق رحیمی[۱۹]
- دادستان  انتظامی قضات: جعفر قدیانی[۲۰]
- سخنگوی قوه‌ قضائیه: علی‌اصغر جهانگیر
- رئیس حوزه ریاست قوه قضائیه: محمدرضا صارمی
- رئیس کل دادگستری استان تهران: علی القاصی مهر
- دادستان عمومی و انقلاب تهران: علی صالحی[۲۱]

## وزیر دادگستری به عنوان عضو شورای عالی قوه‌قضائیه
بر اساس اصل ۱۶۰ قانون اساسی وزیر دادگستری مسئولیت کلیه مسائل مربوط به روابط قوه قضائیه با قوه مجریه و قوه مقننه را بر عهده دارد و از میان کسانی که رئیس قوه قضائیه به رئیس‌جمهور پیشنهاد می‌کند انتخاب می‌گردد. رئیس قوه قضائیه می‌تواند اختیارات تام مالی و اداری و نیز اختیارات استخدامی غیر قضات را به وزیر دادگستری تفویض کند. در این صورت وزیر دادگستری دارای همان اختیارات و وظایفی خواهد بود که در قوانین برای وزرا به عنوان عالی‌ترین مقام اجرائی پیش‌بینی می‌شود.
وزیر دادگستری علاوه بر هیئت دولت در شورای عالی قوه‌ قضائیه نیز عضویت دارد.
- در حال حاضر امین‌حسین رحیمی عهده‌دار این منصب است.

## وظایف معاونت اول قوه قضائیه
1. ارائه مشورت‌ها و پیشنهادهای لازم به ریاست قوه در کلیه زمینه ها؛ و نظارت بر اجرای آن پس از تصویب رئیس قوه قضاییه.
2. بررسی و اقدام لازم در موارد ارجاعی از ناحیه رئیس قوه قضاییه.
3. تشکیل شورای معاونین و مراکز تابعه و ایجاد هماهنگی و رفع اختلاف و تداخلات کاری بین آنها و ارائه گزارش به ریاست قوه.
4. تشکیل شورای سازمان‌های تابعه و پیگیری در رفع موانع، مشکلات و نیازمندی‌های آنان و ارائه گزارش به ریاست قوه.
5. برگزاری جلسات منظم با روسای کل دادگستری‌ها، اخذ گزارش از وضعیت دادگستری در استان‌ها، بررسی مشکلات و تلاش برای برطرف ساختن آنها و ارائه گزارش به رئیس قوه قضاییه.

تبصره: برگزاری جلسات عمومی با روسای کل دادگستری‌ها توسط معاونت‌ها، مراکز، سازمان‌ها و نهادهای مختلف قوه قضاییه، صرفاً پس از بحث و بررسی و تأیید معاونت اول صورت می‌پذیرد.
1. دریافت، بررسی و تأیید بخش نامه‌ها، دستورالعمل‌ها، آیین‌نامه‌ها، لوایح و گردش کارهایی که توسط معاونین، روسای مراکز تابعه، روسای سازمان‌ها و سایر نهادهای قوه قضاییه تهیه می‌شود جهت ارائه به رئیس قوه قضاییه برای تصویب.
2. بررسی و تأیید پیشنهادهای معاونت راهبردی درخصوص:

الف) تصویب شرح وظایف و تشکیلات واحدهای اداری قوه قضاییه و سازمان‌های تابعه در سطوح پایین‌تر از اداره کل
ب) پیشنهاد شرح وظایف مشاغل اداری و پست‌های سازمانی بالاتر از اداره کل، به رئیس قوه قضاییه برای تصویب
ج) تصویب ایجاد شعب دادسرا و دادگاه
تبصره: انحلال شعب دادسرا و دادگاه پس از تأیید رئیس قوه قضاییه امکان‌پذیر خواهد بود.
د) ایجاد یا تغییر پست سازمانی درخصوص جانبازان حالت اشتغال
ه) تصویب فرم‌ها، علائم و نشان‌های اداری
1. بررسی فرایند تأمین و توزیع اعتبارات مصوب قوه قضاییه و رفع موانع و مشکلات، در چارچوب برنامه‌ها و تدابیر رئیس قوه قضاییه.
2. بررسی نتایج حاصله از بازرسی‌ها و نظارت‌ها بر واحدهای ستادی، سازمان‌ها و دادگستری‌های کل و ایجاد هماهنگی و صدور دستورهای مقتضی برای رفع معایب و نواقص و تعمیم و افزایش محاسن در چارچوب برنامه‌ها و تدابیر ریاست قوه قضاییه و ارائه گزارش به وی.
3. بررسی و تأیید پیشنهادهای معاونت منابع انسانی درخصوص:

الف) تصویب و تبدیل وضعیت قضات از آزمایشی به رسمی
ب) صدور حکم مأموریت قضات در داخل استان‌ها به مدت بیش از ۶ ماه
1. ریاست جلسات کمیسیون نقل و انتقال قضات و ارائه گزارش از تصمیمات متخذه به رئیس قوه قضاییه
2. تعیین افراد واجد صلاحیت و صدور ابلاغ نمایندگان جهت شرکت در کمیسیون‌ها، هیئت‌ها و جلساتی که قانوناً حضور نماینده قوه قضاییه لازم می‌باشد (و نظارت و هدایت آنان) پس از تأیید رئیس قوه قضاییه.

تبصره: در مواردی که نماینده قاضی است و به نحوی رای صادر می‌کند، صدور ابلاغ توسط رئیس قوه انجام می‌گیرد.
۱۳- صدور احکام اعضای هیئت‌های رسیدگی کننده به تخلفات اعضای شورای حل اختلاف.
تبصره: صدور احکام اعضای هیئت‌های رسیدگی کننده به تخلفات اداری (موضوع ماده ۲۲ قانون رسیدگی به تخلفات اداری) با معاونت منابع انسانی است.
۱۴- اتخاذ تصمیم مقتضی درخصوص مواد ۳۵۶، ۴۲۴ قانون مجازات اسلامی در مواردی که مقتول یا مجنی علیه یا ولی دمی که صغیر یا مجنون است، ولی نداشته باشد یا ولی او شناخته نشود یا به او دسترسی نباشد و همچنین در هر حق قصاصی که بعضی از صاحبان آن، غایب باشند و مدت غیبت طولانی باشد یا امیدی به بازگشتن آنان نباشد.
۱۵- اتخاذ تصمیم مقتضی در مورد تبصره ۲ ماده ۴۹۵ راجع به اعطای برائت به طبیب در موارد فقدان یا عدم دسترسی به ولی خاص
1. اتخاذ تصمیم درخصوص اجرای احکام سلب حیات در پرونده‌های مواد مخدر و غیره.
2. رسیدگی به امور بسیج در قوه قضاییه و رفع مشکلات و نیازمندی‌های ایثارگران و بازنشستگان قوه قضاییه.

۱۸- اختیارات و وظایف مذکور در بندهای فوق، قائم به شخص معاون محترم اول است و قابل تفویض به غیر نمی‌باشد.
- افراد منصوب

1. محمدهادی مروی: ۱۳۷۸ تا مرداد ۱۳۸۳
2. سید ابراهیم رئیسی: مرداد ۱۳۸۳ تا شهریور ۱۳۹۳
3. غلامحسین محسنی اژه‌ای: شهریور ۱۳۹۳ تا تیر ۱۴۰۰
4. محمد مصدق کهنموئی: تیر ۱۴۰۰ تا اسفند ۱۴۰۲
5. حمزه خلیلی: فروردین ۱۴۰۳ تاکنون

## سخنگوی قوه قضائیه
افراد منصوب
| ردیف | سخنگو                | دوره زمانی                         |
| ---- | -------------------- | ---------------------------------- |
| ۱    | حسین میرمحمدصادقی    | ۱۳۷۹ - ۱۳۸۱                        |
| ۲    | غلامحسین الهام       | ۱۳۸۱ - مرداد ۱۳۸۳                  |
| ۳    | جمال کریمی‌راد        | ۱۳۸۳ - ۷ دی ۱۳۸۵                   |
| ۴    | علیرضا جمشیدی        | ۱۶ بهمن ۱۳۸۵ - مرداد ۱۳۸۸          |
| ۵    | غلامحسین محسنی اژه‌ای | ۲۵ شهریور ۱۳۸۹ - ۱۹ فروردین ۱۳۹۸   |
| ۶    | غلامحسین اسماعیلی    | ۱۹ فروردین ۱۳۹۸ - ۱۷ مرداد ۱۴۰۰    |
| ۷    | ذبیح‌الله خدائیان     | ۳ شهریور ۱۴۰۰ - ۲۱ اردیبهشت ۱۴۰۱   |
| ۸    | مسعود ستایشی         | ۲۱ اردیبهشت ۱۴۰۱ - ۲۱ فروردین ۱۴۰۳ |
| ۹    | علی‌اصغر جهانگیر      | ۲۱ فروردین ۱۴۰۳ - تاکنون           |

## وظایف معاونت حقوقی و امور مجلس قوه‌قضائیه
معاونت حقوقی و امور مجلس قوه قضائیه از معاونت‌های قوه قضائیه است که طبق اصل ۱۵۸ قانون اساسی جمهوری اسلامی ایران تهیه لوایح قضایی را تحت نظارت رئیس قوه قضائیه بر عهده دارد
از وظایف این معاونت ارسال لوایح قضایی به مجلس، دفاع از دعاوی له یا علیه دستگاه قضایی، آسیب‌شناسی قوانین، پاسخ به استعلامات قضایی، ترجمه رسمی مدارک، روزنامه رسمی جمهوری اسلامی ایران ، مرکز رسیدگی به امور نمایندگان مجلس و … است.
ابن معاونت در تاریخ ۲۰ خرداد ۹۹ با ادغام اداره کل رسیدگی به امور مجلس در این قوه به معاونت حقوقی و امور مجلس تغییر نام پیدا کرد.
- افراد منصوب

1. علی رازینی ۱۳۸۸-شهریور ۱۳۹۳[۲۵]
2. ذبیح‌الله خدائیان شهریور ۱۳۹۳-اردیبهشت ۱۳۹۸[۲۶]
3. محمد مصدق کهنموئی اردیبهشت ۱۳۹۸-تیر ۱۴۰۰
4. نورالله قدرتی شهریور ۱۴۰۰-دی ۱۴۰۱
5. سید بهزاد پورسید دی ۱۴۰۱ تاکنون

## وظایف معاونت منابع انسانی و امور فرهنگی قوه قضائیه
معاونت منابع انسانی و امور فرهنگی قوه قضائیه بر اساس اصل ۱۵۸ قانون اساسی جمهوری اسلامی ایران استخدام قضات عادل و شایسته و عزل و نصب آنها و تغییر محل مأموریت و تعیین مشاغل و ترفیع آنان و مانند اینها از امور اداری، طبق قانون بر عهده رئیس قوه قضائیه می‌باشد که از وظایف این معاونت می‌باشد. قابل ذکر است که این معاونت تا دوره احمد واعظی به‌عنوان‌ معاونت آموزشی قوه‌قضائیه فعالیت می‌کرد.
در ۲۰ خرداد ۱۳۹۹ با ادغام معاونت فرهنگی قوه قضائیه در این معاونت، به‌عنوان‌ معاونت منابع انسانی و امور فرهنگی شناخته می‌شود.
- افراد منصوب

1. محمدسعید جواهری[۲۷]
2. احمد واعظی: شهریور ۱۳۸۸- مهر ۱۳۹۰[۲۷]
3. علیرضا امینی: مهر ۱۳۹۰ - ۲۰ خرداد ۱۳۹۹
4. امین‌حسین رحیمی: ۲۰ خرداد ۱۳۹۹ - ۳ شهریور ۱۴۰۰[۲۸]
5. محمدباقر الفت: شهریور ۱۴۰۰ - مهر ۱۴۰۳
6. حمیدرضا موحدی: مهر ۱۴۰۳ - تاکنون

## وظایف معاونت راهبردی و فناوری قوه‌ قضائیه
معاونت راهبردی و فناوری قوه‌قضائیه  که در زمان ریاست صادق لاریجانی در این قوه تشکیل شد و وظایف این معاونت به شرح زیر است:
۱- تهیه و تدوین سیاست ها ، راهبردها و راه کارهای تحول و پیشرفت قضائی کشور .
۲- تهیه و تدوین طرح ها ، برنامه های کلان ، پنج ساله و سالیانه قوه قضاییه .
۳-بازنگری ، طراحی و تدوین ساختار و سازمان قوه قضائیه .
۴-برآورد ، تدوین، تخصیص و تسهیم بودجه ، تبادل موافقت نامه ها و نظارت برنامه ای بر اجرای بودجه سالیانه قوه .
۴-بررسی و تدوین طرح ها و  برنامه های بهسازی سیستم ها و روش‌های قضائی ، اداری و اجرائی و ارتقاء ، بهروری سازمانی در قوه قضاییه .
۵-نظارت و ارزیابی عملکرد سازمانی بخشهای مختلف قوه قضاییه از جهت اجرای برنامه ها و طرح های مصوب .
۶-جمع آوری و کسب اطلاعات و آمار از مرکز اطلاعات و آمار قوه و سایر مراجع ذی ربط و ارائه تحلیل های آماری در حوزه های عملکردی قوه قضاییه .
۷-انجام مطالعات و پژوهش‌های راهبردی در حوزه مدیریت قضائی ( شامل : مطالعات تطبیقی و پژوهش در روشها، مدل ها ، سیاست ها ، راهبردها ، فرآیندها ، سازمان ها و....) 
در تاریخ ۲۰ خرداد ۱۳۹۹ مرکز آمار و فناوری قوه در این معاونت ادغام و نام این معاونت به راهبردی و فناوری تغییر پیدا کرد.
- افراد منصوب

1. محمدباقر ذوالقدر: اردیبهشت ۱۳۹۱ تا آذر ۱۳۹۹
2. سید محمد صاحبکار خراسانی: آذر ۱۳۹۹ تاکنون